# Azuré cordouan
Pseudophilotes panoptes
Espèce
Statut de conservation UICN

 NT  : Quasi menacé
L’Azuré cordouan (Pseudophilotes panoptes) est une espèce d'insectes lépidoptères (papillons) de la famille des Lycaenidae, de la sous-famille des Polyommatinae et du genre Pseudophilotes.

## Dénominations
Pseudophilotes panoptes (Hübner, 1813)
Synonymes : Papilio panoptes (Hübner, 1813).
Cependant sa différenciation comme une espèce à part entière reste en question.

### Noms vernaculaires
L’Azuré cordouan se nomme  en anglais Panoptes blue.

## Description
C'est un très petit papillon bleu foncé avec une frange blanche en damiers.
Le revers est ocre clair orné de lignes de petits points noirs et d'une ligne submarginale de taches orange estompées à l'aile postérieure.

## Biologie

### Période de vol et hivernation
Il vole en deux générations d'avril à juin puis en juillet août.
Les chenilles sont soignées par des fourmis.
Elles hivernent au stade nymphal.

### Plantes hôtes
Ses plantes hôtes sont Thymus mastichina, Thymus villosus, Satureja montana et autres Thymus spp.

## Écologie et distribution
Il n'est présent que dans les 2/3 sud du Portugal et de l'Espagne,.

### Biotope
Son habitat est constitué de broussailles sèches.

### Protection
Pas de statut de protection particulier.